# René Pedroli
René Pedroli (né le 19 juillet 1914 à Charleroi, en Belgique, et mort le 17 juillet 1986 à Montignies-sur-Sambre) est un coureur cycliste suisse. Professionnel de 1935 à 1942, il a notamment remporté une étape du Tour de France 1937.

## Palmarès sur route

### Par année
- 1932
  - 2e du championnat de Belgique sur route débutants
- 1937
  - 12eb étape du Tour de France
  - 2e du Grand Prix de Wallonie
  - 4e de Liège-Bastogne-Liège

### Résultats sur le Tour de France
3 participations  
- 1937 : 39e, vainqueur de la 12eb étape
- 1938 : éliminé (8e étape)
- 1939 : 44e

## Palmarès en cyclo-cross
- 1934
  - Champion du Hainaut de cyclo-cross
- 1935
  - 2e du championnat de Suisse de cyclo-cross
  - 5e du critérium international de cyclo-cross
- 1936
  - 6e du critérium international de cyclo-cross